# Antoine Bouvier (ski)
Pour les articles homonymes, voir Antoine Bouvier et Bouvier.
Antoine Bouvier, né le 8 octobre 1986, est un skieur français spécialiste du télémark. Il est membre du ski-club des Contamines-Montjoie. En 2013 il remporte le globe de cristal qui récompense le vainqueur de la Coupe du Monde de « sprint parallèle ».

## Biographie
Antoine Bouvier apprend le ski tout petit aux Contamines où il passe ses vacances et ses week-ends avec ses parents, et pratique le ski alpin de compétition dès l'âge de 8 ans ; il participe à des compétitions régionales et nationales, jusqu'à une place de 9e à la compétition nationale des « coqs d'or ». Alors qu'il était adolescent, Antoine Bouvier est initié au télémark par Ludovic Callamard un voisin des Contamines alors meilleur télémarqueur français,. Ce sport lui plait et lui réussit, il participe pour la première fois à une coupe du monde de télémark en 2003 et intègre l'équipe de France en 2004.
Parallèlement à ses activités sportives, il est titulaire d'un diplôme d'ingénieur de Polytech'Grenoble en section matériaux depuis 2011, préparé grâce à un parcours aménagé pour concilier sports et études. Depuis 2011, il met à profit ses compétences pour la marque Wed’ze.
Antoine Bouvier est également moniteur de ski, snowboard et télémark, il enseigne ponctuellement à l'ESF des Contamines.
En janvier 2016, il prend un ultime départ en coupe du monde à domicile, aux Contamines, avant de mettre un terme à sa carrière.
En 2017, il fait un retour éclair à la compétition en prenant le départ des Championnats du monde de télémark à la Plagne/Montchavin.

## Palmarès

### Coupe du monde de télémark
- Première participation : le 23 janvier 2004 à Thyon-les Collons (Valais)[5].
- Meilleure performance sur une épreuve de Coupe du monde :
  - 1er au sprint parallèle de Rjukan le 28 février 2013[6]
  - 2e au sprint parallèle de Geilo le 7 mars 2013.
  - 2e au sprint de Chamonix le 12 janvier 2012.
  - 2e au classique de Granpallars/Espot le 15 mars 2010[7].
  - 3e au sprint de Funaesdalen (Suède) le 18 mars 2014.
  - 3e au classique de Steamboat (Etats-Unis) le 12 février 2014.
  - 3e au classique de Les Houches le 10 février 2013.
  - 3e au sprint parallèle de  Granpallars/Espot le 17 mars 2012.
  - 3e au sprint de Rauris le 22 janvier 2011.
  - 3e au slalom géant de Sugarbush/Lincoln Park (États-Unis) le 20 mars 2008[8].

### Championnat du monde de télémark
- 3e du sprint parallèle le 26 février 2015 à Steamboat.
- 5e du sprint parallèle le 15 mars 2013 à Espot[9].
- 5e du classique le 22 janvier 2009 à  Kreischberg-Murau[10].
- 6e du sprint le 19 mars 2011 à Rjukan[11].
- 10e du slalom géant le 21 janvier 2009 à Kreischberg-Murau[12].

### Championnat de France de télémark
- Champion de France de classique le 17 mars 2016 à Vars
- Champion de France de classique le 23 mars 2013 à Val d'Allos[13].

- Champion de France de classique sprint en 2004 à Montgenèvre